# Cahnita
La cahnita és un mineral de la classe dels minerals borats. Va ser descoberta l'any 1921 i rep el nom per Lazard Cahn (1865-1940), el recol·lector de minerals que la va descriure.

## Característiques
Gairebé sempre són cristalls maclats sent molt rars els aïllats, amb individus interpenetrant-se simètricament, en una macla molt característica.
Segons la classificació de Nickel-Strunz, la cahnita pertany a «06.AC - Monoborats, B(O,OH)₄, amb i sense anions addicionals; 1(T), 1(T)+OH, etc.» juntament amb els següents minerals: sinhalita, pseudosinhalita, behierita, schiavinatoïta, frolovita, hexahidroborita, henmilita, bandylita, teepleïta, moydita-(Y), carboborita, sulfoborita, lüneburgita i seamanita.

## Formació i jaciments
Sol trobar-se en l'ambient que va ser descobert, en cavitats a l'interior de filons amb manganès travessant dipòsits de minerals de zinc, manganès i ferro metamorfitzats.
En aquest material estava associat a altres minerals com: wil·lemita, rodonita, pirocroïta, hedifana, datolita i barita.